# Sant'Alfio
Sant'Alfio is een gemeente in de Italiaanse provincie Catania (regio Sicilië) en telt 1677 inwoners (31-12-2004). De oppervlakte bedraagt 23,6 km², de bevolkingsdichtheid is 71 inwoners per km². De gemeente is vernoemd naar de heilige Alphius, een populaire heilige aan de oostkust van Sicilië.
In de gemeente staat de Kastanjeboom van de Honderd Paarden, een oude tamme kastanje die naar schatting meer dan 2000 jaar oud zou zijn.

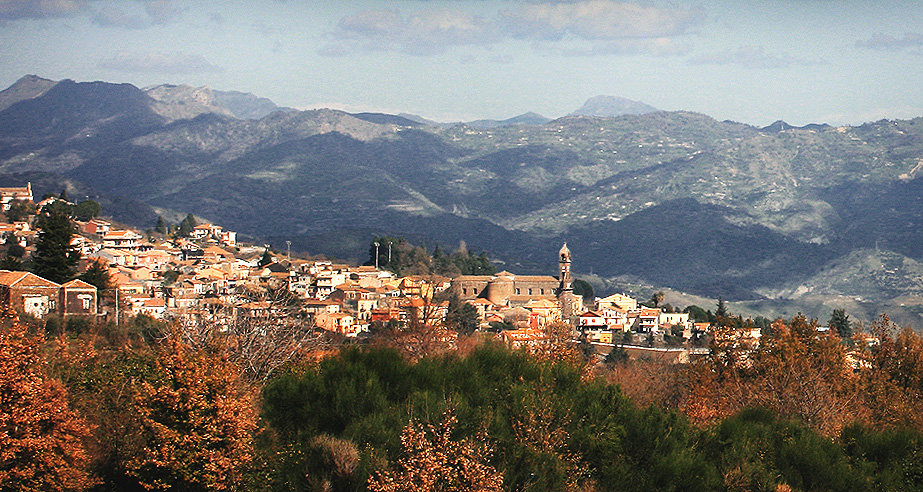
Uitzicht over Sant'Alfio
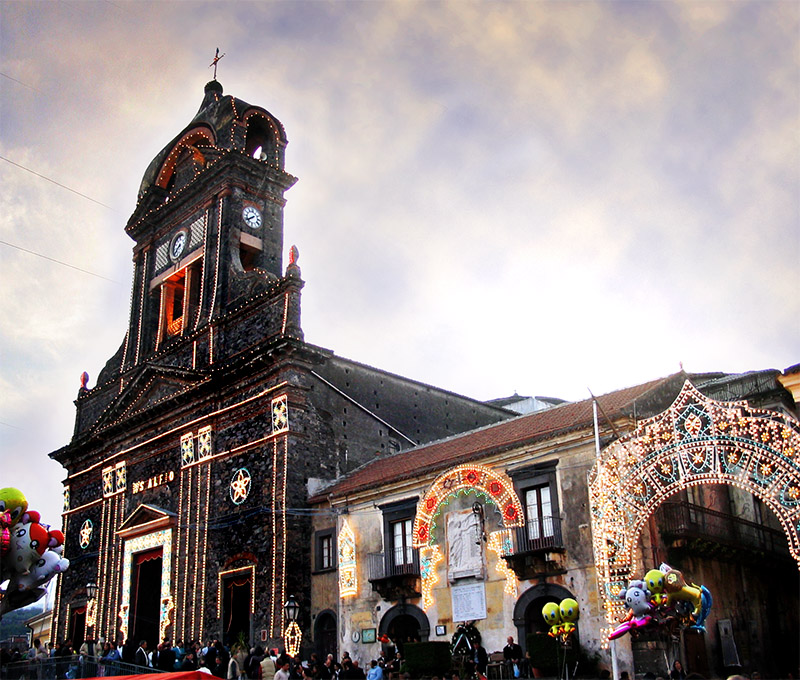
Feest bij de kerk van Sant'Alfio

## Geografie
De gemeente ligt op ongeveer 531 m boven zeeniveau.
Sant'Alfio grenst aan de volgende gemeenten: Adrano, Belpasso, Biancavilla, Bronte, Castiglione di Sicilia, Giarre, Linguaglossa, Maletto, Mascali, Milo, Nicolosi, Piedimonte Etneo, Randazzo, Zafferana Etnea.